# Sembrouthes
Sembrouthes fue un rey del Reino de Axum, conocido principalmente por una única inscripción en griego antiguo hallada en Dekemhare (ደቀምሓረ ድንበዛን), en la región de Hamasien, en la actual Eritrea. Esta inscripción, que data del año 24 de su reinado, lo menciona como el primer gobernante axumita en adoptar el título de "Rey de reyes", un título que reflejaba la creciente importancia de Axum en la región y su aspiración de hegemonía en el Cuerno de África.
El historiador S. C. Munro-Hay sitúa el reinado de Sembrouthes en torno al año 250 d. C., en una época de transición entre los gobernantes 'DBH y DTWNS. Sin embargo, otro historiador, W.R.O. Hahn, en un estudio publicado en 1983, asigna a Sembrouthes al siglo IV, ubicándolo entre los reinados de Aphilas y Ezana. Hahn también sugiere que Sembrouthes podría ser la misma persona que Ousanas, conocido en la tradición etíope como Ella Amida. Esta identificación indicaría una posible continuidad entre estos gobernantes y sus títulos, reflejando cambios dinásticos o reinterpretaciones históricas en la tradición axumita.
Además, Munro-Hay sugiere que Sembrouthes podría haber sido el rey que mandó erigir el Monumentum Adulitanum, una famosa inscripción en Adulis, de la cual Cosmas Indicopleustes realizó una copia siglos después para el rey Kaleb de Axum. Este monumento serviría como testimonio de las conquistas y la influencia de Axum en la región, destacando la importancia de su expansión territorial y comercial.